# Parascotia sachalinensis
Parascotia sachalinensis là một loài bướm đêm trong họ Erebidae.